# Titularerzbistum Macra
Macra ist ein Titularerzbistum der römisch-katholischen Kirche.
Es geht zurück auf ein ehemaliges Bistum in der antiken Stadt gleichen Namens in der römischen Provinz Thracia bzw. in der Spätantike Rhodope im nordöstlichen Griechenland.
| Titularerzbischöfe von Macra |                                       |                                                         |                   |                    |
| Nr.                          | Name                                  | Amt                                                     | von               | bis                |
| 1                            | Edward Illsley                        | emeritierter Erzbischof von Birmingham (Großbritannien) | 13. Juni 1921     | 1. Dezember 1926   |
| 2                            | Josef Pfluger                         | Weihbischof in Wien (Österreich)                        | 29. Januar 1927   | 10. Januar 1929    |
| 3                            | José María Bottaro y Hers OFM         | emeritierter Erzbischof von Buenos Aires (Argentinien)  | 20. Juli 1932     | 11. Mai 1935       |
| 4                            | Antonio María Alfredo Barbieri OFMCap | Koadjutorerzbischof von Montevideo (Uruguay)            | 6. Oktober 1936   | 20. November 1940  |
| 5                            | Henry Patrick Rohlman                 | Koadjutorerzbischof von Dubuque (USA)                   | 8. September 1944 | 11. November 1946  |
| 6                            | John Jarlath Dooley SSCME             | Apostolischer Delegat in Indochina Kurienerzbischof     | 18. Oktober 1951  | 18. September 1997 |